# Концертино

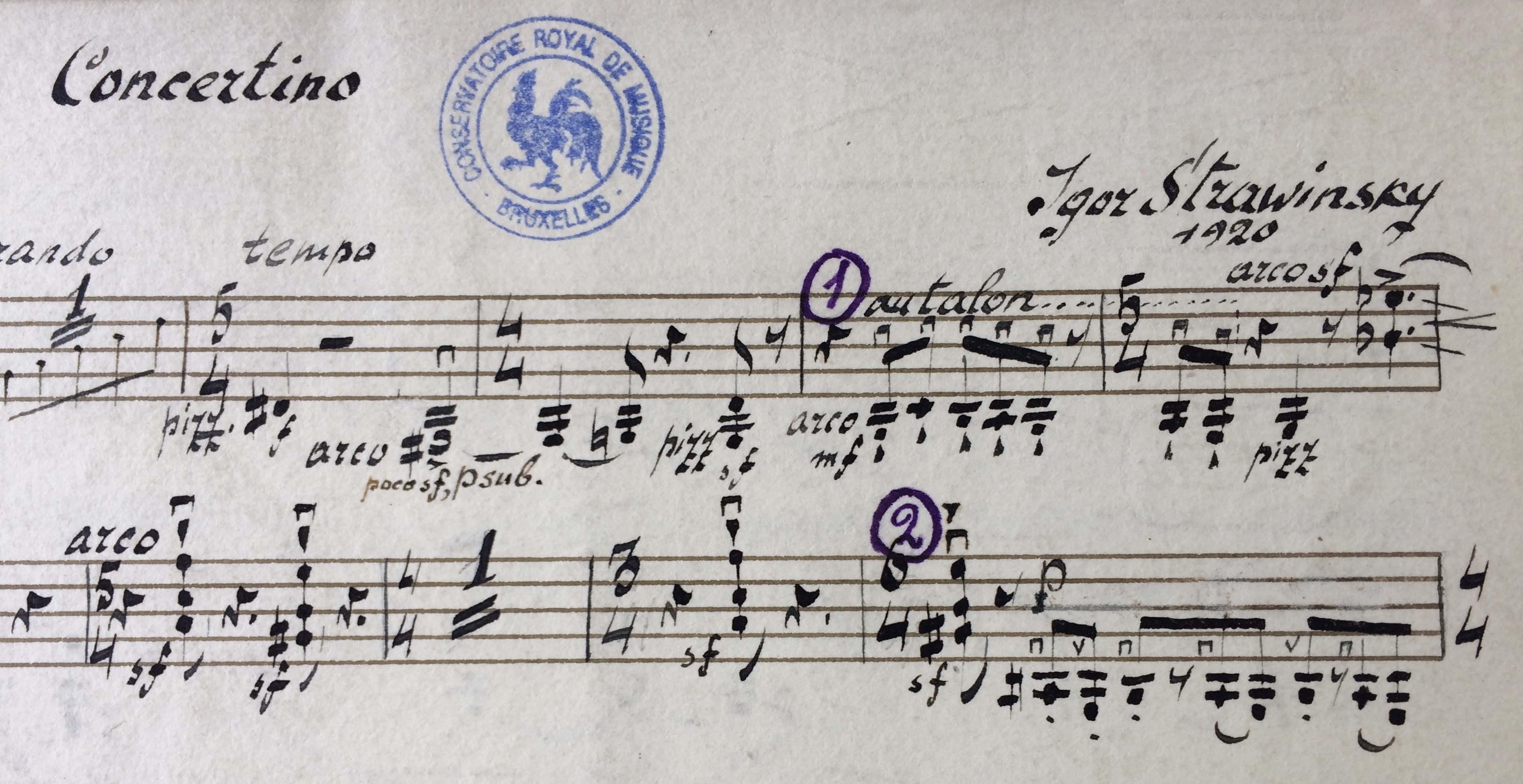
Ігор Стравінський, Концертино для струнного квартету, 1920 (фрагмент)

Концертино (італ. Concertino) — форма музичного твору для сольного інструменту з оркестром, малий концерт.

Назва є італійським зменшувальним словом від слова «концерт» (Concerto) і означає мініатюризацію цієї музичної форми. У Німеччині була прийнята назва Konzertstück.
Це своєрідна концертна мініатюра, започаткована у ранньому романтичному періоді (приблизно 1800 р.). Приймає спрощену форму одного або декількох частин (як правило, грається без перерв) з плавними змінами темпу та характеру твору.
Найчастіше концертино, як традиційний концерт, зберігає його аранжування з трьох частин. Зазвичай він виконується у значно урізаній формі порівняно з романтичним блискучим концертом, він також має набагато простішу та менш офіційну внутрішню структуру. За своєю формою концертино повертається до оригінального способу концертування, заснованого на діалозі між сольним інструментом та оркестром, іноді навіть з використанням коротких фраз, як у «Концертино для фортепіано з оркестром» Артура Онеґґера (1925).
До найвідоміших концертино епохи романтизму належать Концертино мі-бемоль мажор для кларнета та оркестру, op. 26 (1811) та Konzertstück для фортепіано з оркестром (1821) як Карла Марії фон Вебера, так і Konzertstück für Klavier und Orchester G-dur, op. 92 (Introduction und Allegro appassionato) (1849) Роберта Шумана. Як музична форма, концертино знову стало модним у 1930-х роках, про що свідчать «Konzertstück» Пауля Гіндеміта для траутоніуму та струнного оркестру (1931) та «Concertino de printemps» для скрипки та оркестру, op. 135 (1934) Даріуса Мійо.